# Dornelas (Sever do Vouga)
Dornelas é uma povoação portuguesa do Município de Sever do Vouga que foi sede da extinta Freguesia de Dornelas, freguesia que tinha 7,68 km² de área e 726 habitantes (2011), e, por isso, uma densidade populacional de 94,5 hab/km².
A Freguesia de Dornelas foi extinta e agregada à Freguesia de Silva Escura, criando a União das Freguesias de Silva Escura e de Dornelas.

## População
| População da freguesia de Dornelas | População da freguesia de Dornelas | População da freguesia de Dornelas | População da freguesia de Dornelas | População da freguesia de Dornelas | População da freguesia de Dornelas | População da freguesia de Dornelas | População da freguesia de Dornelas | População da freguesia de Dornelas | População da freguesia de Dornelas | População da freguesia de Dornelas | População da freguesia de Dornelas | População da freguesia de Dornelas | População da freguesia de Dornelas | População da freguesia de Dornelas |
| ---------------------------------- | ---------------------------------- | ---------------------------------- | ---------------------------------- | ---------------------------------- | ---------------------------------- | ---------------------------------- | ---------------------------------- | ---------------------------------- | ---------------------------------- | ---------------------------------- | ---------------------------------- | ---------------------------------- | ---------------------------------- | ---------------------------------- |
| 1864                               | 1878                               | 1890                               | 1900                               | 1911                               | 1920                               | 1930                               | 1940                               | 1950                               | 1960                               | 1970                               | 1981                               | 1991                               | 2001                               | 2011                               |
|                                    |                                    |                                    |                                    |                                    |                                    |                                    |                                    |                                    |                                    |                                    |                                    | 715                                | 662                                | 726                                |

Criada pela Lei 83/89, de 30 de Agosto, com lugares da freguesia de Silva Escura (Sever do Vouga)
| Distribuição da População por Grupos Etários | Distribuição da População por Grupos Etários | Distribuição da População por Grupos Etários | Distribuição da População por Grupos Etários | Distribuição da População por Grupos Etários | Distribuição da População por Grupos Etários | Distribuição da População por Grupos Etários | Distribuição da População por Grupos Etários | Distribuição da População por Grupos Etários | Distribuição da População por Grupos Etários |
| -------------------------------------------- | -------------------------------------------- | -------------------------------------------- | -------------------------------------------- | -------------------------------------------- | -------------------------------------------- | -------------------------------------------- | -------------------------------------------- | -------------------------------------------- | -------------------------------------------- |
| Ano                                          | 0-14 Anos                                    | 15-24 Anos                                   | 25-64 Anos                                   | > 65 Anos                                    |                                              | 0-14 Anos                                    | 15-24 Anos                                   | 25-64 Anos                                   | > 65 Anos                                    |
| 2001                                         | 92                                           | 78                                           | 357                                          | 135                                          |                                              | 13,9%                                        | 11,8%                                        | 53,9%                                        | 20,4%                                        |
| 2011                                         | 107                                          | 70                                           | 382                                          | 167                                          |                                              | 14,7%                                        | 9,6%                                         | 52,6%                                        | 23,0%                                        |

## Património
- Igreja de Nossa Senhora de Fátima (matriz)
- Capela de Nossa Senhora das Necessidades
- Alminhas
- Moinhos de água no rio Bom e no rio Filveda
- Serra do Arestal